# Parafia Przemienienia Pańskiego w Gorlicach
Parafia Przemienienia Pańskiego w Gorlicach – parafia greckokatolicka w Gorlicach, w dekanacie krakowsko-gorlickim archieparchii przemysko-warszawskiej. Założona w 1984. Mieści się przy ulicy Kopernika.